# Tornarsuk
Na mitologia inuit Tornarsuk é o deus do submundo e líder dos deuses protetores conhecidos como "tornat". Ao leste da Groenlândia, os ursos-polares são chamados assim. Este deus é conhecido por ser um urso gigante, mas pode aparecer em forma de um homem gigante com armas. Controla as baleias e os peixes,por isso os povos antes de pescar fazem oferendas para ele. A àqueles que acreditam que este deus é um demônio outros acreditam que ele seja um salvador mas uma coisa e certa este deus não gosta de gente que o desrespeita e pune severamente. Ele também é o protetor dos ursos-polares.